# Leptolalax applebyi
Leptolalax applebyi là một loài ếch trong họ Megophryidae. Nó là loài đặc hữu của Việt Nam, và chỉ được tìm thấy trong khu bảo tồn thiên nhiên Sông Thanh, huyện Phước Sơn, tỉnh Quảng Nam.
Leptolalax applebyi là sống ở các suối trên núi. Năm cá thể đực đã được đo từ mũi đến lỗ hậu môn đạt chiều dài 20–21 mm (0,79–0,83 in), và một cá thể cái dài 22 mm (0,87 in).